# Boxe nos Jogos da Commonwealth de 2014
O boxe nos Jogos da Commonwealth de 2014 foi realizado em Glasgow, na Escócia, entre 25 de julho e 2 de agosto. As treze categorias foram disputadas no Scottish Exhibition and Conference Centre. Pela primeira vez foi adicionado ao programa eventos do boxe feminino.

## Medalhistas
Masculino
| Evento                  | Ouro                                | Prata                                | Bronze                                                                   |
| Peso mosca-ligeiro      | Paddy Barnes NIR Irlanda do Norte   | Devendro Laishram IND Índia          | Fazil Kaggwa UGA Uganda Ashley Williams WAL País de Gales                |
| Peso mosca              | Andrew Moloney AUS Austrália        | Muhammad Waseem PAK Paquistão        | Reece McFadden SCO Escócia Abdul Omar GHA Gana                           |
| Peso galo               | Michael Conlan NIR Irlanda do Norte | Qais Ashfaq ENG Inglaterra           | Sean McGoldrick WAL País de Gales Benson Gicharu Njangiru KEN Quênia     |
| Peso leve               | Charlie Flynn SCO Escócia           | Joe Fitzpatrick NIR Irlanda do Norte | Joseph Cordina WAL País de Gales Michael Alexander TTO Trinidad e Tobago |
| Peso meio-médio-ligeiro | Josh Taylor SCO Escócia             | Junias Jonas NAM Namíbia             | Samuel Maxwell ENG Inglaterra Sean Duffy NIR Irlanda do Norte            |
| Peso meio-médio         | Scott Fitzgerald ENG Inglaterra     | Mandeep Jangra IND Índia             | Tulani Mbenge RSA África do Sul Steven Donnelly NIR Irlanda do Norte     |
| Peso médio              | Antony Fowler ENG Inglaterra        | Vijender Singh IND Índia             | Benny Muziyo ZAM Zâmbia Connor Coyle NIR Irlanda do Norte                |
| Peso meio-pesado        | David Nyika NZL Nova Zelândia       | Kennedy St Pierre MRI Maurício       | Sean McGlinchy NIR Irlanda do Norte Nathan Thorley WAL País de Gales     |
| Peso pesado             | Samir El-Mais CAN Canadá            | David Light NZL Nova Zelândia        | Efetobor Apochi NGR Nigéria Stephen Lavelle SCO Escócia                  |
| Peso super-pesado       | Joseph Joyce ENG Inglaterra         | Joseph Goodall AUS Austrália         | Mike Sekabembe UGA Uganda Efe Ajagba NGR Nigéria                         |

Feminino
| Evento     | Ouro                             | Prata                               | Bronze                                                                   |
| Peso mosca | Nicola Adams ENG Inglaterra      | Michaela Walsh NIR Irlanda do Norte | Mandy Bujold CAN Canadá Pinki Rani IND Índia                             |
| Peso leve  | Shelley Watts AUS Austrália      | Laishram Devi IND Índia             | Alanna Audley-Murphy NIR Irlanda do Norte Maria Machongua MOZ Moçambique |
| Peso médio | Savannah Marshall ENG Inglaterra | Ariane Fortin CAN Canadá            | Edith Ogoke NGR Nigéria Lauren Price WAL País de Gales                   |

## Quadro de medalhas
| Ordem | País              | Medalha de ouro | Medalha de prata | Medalha de bronze | Total |
| ----- | ----------------- | --------------- | ---------------- | ----------------- | ----- |
| 1     | Inglaterra        | 5               | 1                | 1                 | 7     |
| 2     | Irlanda do Norte  | 2               | 2                | 5                 | 9     |
| 3     | Austrália         | 2               | 1                |                   | 3     |
| 4     | Escócia           | 2               |                  | 2                 | 4     |
| 5     | Canadá            | 1               | 1                | 1                 | 3     |
| 6     | Nova Zelândia     | 1               | 1                |                   | 2     |
| 7     | Índia             |                 | 4                | 1                 | 5     |
| 8     | Maurícia          |                 | 1                |                   | 1     |
|       | Namíbia           |                 | 1                |                   | 1     |
|       | Paquistão         |                 | 1                |                   | 1     |
| 11    | País de Gales     |                 |                  | 5                 | 5     |
| 12    | Nigéria           |                 |                  | 3                 | 3     |
| 13    | Uganda            |                 |                  | 2                 | 2     |
| 14    | África do Sul     |                 |                  | 1                 | 1     |
|       | Gana              |                 |                  | 1                 | 1     |
|       | Moçambique        |                 |                  | 1                 | 1     |
|       | Quénia            |                 |                  | 1                 | 1     |
|       | Trindade e Tobago |                 |                  | 1                 | 1     |
|       | Zâmbia            |                 |                  | 1                 | 1     |
| TOTAL | TOTAL             | 13              | 13               | 26                | 52    |